# Jean Paul Farrugia
Jean Paul Farrugia (* 21. März 1992 in Pietà) ist ein maltesischer Fußballnationalspieler.

## Verein
Farrugia ist seit 2008 Stürmer beim maltesischer Erstligisten Hibernians Football Club. In der Spielzeit 2008/2009 wurde er mit seinem Club erstmals Meister in der Maltese Premier League. In der Saison 2011/2012 war er an den Ligakonkurrenten FC Marsaxlokk ausgeliehen. 2013 gewann er mit dem Hibernians FC den Maltesischen Fußballpokal. In der Spielzeit 2014/2015 war er für ein Jahr an den slowakischen Verein FC Spartak Trnava ausgeliehen. Danach kehrte er zu den Hibernians zurück, wurde im Januar 2016 für anderthalb Jahre an die Sliema Wanderers verliehen und wechselte dann fest zum Zweitligisten FC Chiasso in die Schweiz. Im Sommer 2018 kehrte er zu den Sliema Wanderers zurück und wurde von dort bisher zweimal verliehen, 2022 an den FC Birkirkara sowie ein Jahr später zum FC Mosta.

## Nationalmannschaft
Nachdem Farrugia schon Partien für diverse maltesische Jugendauswahlen bestritten hatte, debütierte er dann am 4. Juni 2014 für die A-Nationalmannschaft in einem Testspiel gegen Gibraltar. Bei der 0:1-Niederlage im portugiesischen Faro wurde er in der 74. Minute für André Schembri eingewechselt. Knapp drei Jahre später schoss er beim EM-Qualifikationsspiel gegen die Slowakei (1:3) auch seinen ersten Treffer für die Auswahl. Bis zu seiner letzten Nominierung im Mai 2021 stand er in 18 Länderspielen auf dem Feld und schoss dabei zwei Treffer.

## Erfolge
- Maltesischer Meister: 2009, 2015
- Maltesischer Pokalsieger: 2013, 2016, 2023
- Maltesischer Superpokalsieger: 2015